# Charles Frankel
Charles Frankel (New York, 13 dicembre 1917 – Bedford (New York), 10 maggio 1979) è stato un filosofo, diplomatico e docente statunitense di origine ebraica.
Iniziato nella società segreta Phi Beta Kappa e nella Century Association, fondò il National Humanities Center a Research Triangle Park e divenne vicesegretario di Stato per l'istruzione e della cultura durante la presidenza Johnson.

Fu il caporedattore-consulente della rivista Current e membro dell'American Philosophical Association, dell'Associazione americana dei professori universitari (nella quale diresse la commissione per l'etica professionale), dell'Institut International de Philosophie Politique, dell'Authors Guild.
Pubblicò alcuni scritti sulla teoria del valore, la filosofia sociale e la filosofia della storia.

## Biografia
Figlio di Abraham Philip e Estelle Edith (Cohen) Frankel, dopo aver frequentato l'Università Cornell, nel 1937 Frankel conseguì con lode il BA in inglese e filosofia presso la Columbia University, presso la quale nel '46 completò anche il PhD. Terminata la Seconda Guerra Mondiale, Frankel prestò servizio come tenente nella Marina degli Stati Uniti e nel '68 si è laureato in giurisprudenza all'Università Mercer di Macon, in Georgia.
Rimase nell'università in cui aveva studiato, con la quale firmò il primo contratto di collaborazione nel '39. Nel '53 vinse la Guggenheim Fellowship e l'anno dopo divenne professore ospite all'Università di Parigi con una borsa di studio Fulbright. Nello stesso anno, fu anche lettore all'Università di Dublino, al Bennington e al Bowdoin College, all'Università dell'Ohio e alla New York University School of Social Work, finché nel '56 fu promosso ordinario di filosofia alla Columbia.
Il 17 agosto 1941 Frankel sposò Helen Beatrice Lehman, con la quale crebbe due figli, Susan e Carl.
Nel 1960, Frankel divenne caporedattore-consulente di Current, rivista di riferimento nel settore della telecomunicazione USA, nonché membro del Consiglio di amministrazione della Civil Liberties Union dello Stato di New Yor. Nel 1962 fu eletto membro dell'Assemblea nazionale per l'insegnamento dei principi della Carta dei diritti , e, in seguito, della Conferenza di Scienza, Filosofia e Religione.
Il 22 agosto 1965, Frankel succedette a Harry McPherson come Vicesegretario di Stato per gli affari educativi e culturali. Durante l'amministrazione Johnson, ricoprì il ruolo di Assistente Segretario di Stato per l'istruzione e della cultura (1965-1967), ma si dimise in segno di protesta per la Guerra del Vietnam.
Nel 1978 Frankel fu il fondatore e primo presidente del National Humanities Center a Research Triangle Park, nella Carolina del Nord.
Il 10 maggio 1979, Frankel e la moglie furono uccisi da una serie di colpi di arma da fuoco durante una rapina nella loro dimora di Bedford Hills. Al momento della morte, era professore di filosofia e affari pubblici nell'Old Dominion della Columbia University.

## Riconoscimenti
Il National Endowment for the Humanities (NEH) ha assegnato il Premio Charles Frankel dal 1989 al 1996 a persone che avevano reso contributi eccezionali alla comprensione delle scienze umane da parte del pubblico. Nel '97 il premio fu ribattezzato National Humanities Medal.
Parlando della crisi finanziaria del 2007, il magnate americano Charlie Munger lo ha ricordato con le seguenti parole:
(Charlie Munger, Harvard-Westlake School, 19 gennaio 2010)